# اغبال (الجزائر)
قرية اغبال قرية صغيرة في غرب مدينة سكيكدة تبعد عنها حوالي 48 كلم وهي ذات طابع جبلي يقطنها حوالي 1000 نسمة، أغلبهم نزحوا إلى المدينة بسبب العشرية السوداء. أغلب قبائلها قبيلة زريول وعبد النوري وزقاري وهم عائلة واحدة فرقها الاستعمار الفرنسي.